# Ta' Kaċċatura
Ta' Kaċċatura es un complejo arqueológico en las afueras de Birżebbuġa, en el sur de Malta. El complejo incluye una villa romana rústica y varias cisternas subterráneas. La villa rústica confirma la presencia de una próspera industria del aceite de oliva en esta parte de las islas maltesas.

## Topografía y propiedad
Los restos descansan sobre una cresta larga y plana flanqueada por dos valles, Wied Dalam al noreste y Wied Żembaq al suroeste. Al final de la misma cresta, los dos valles se encuentran con el mar en la bahía de San Jorge, con el sitio prehistórico de Borġ in-Nadur situado en una colina. Justo al otro lado de Wied Dalam desde el sitio de Ta 'Kaċċatura, se encuentra Għar Dalam y su museo.
En abril de 1881, una Comisión Arqueológica Permanente pidió excavaciones en Ta' Kaċċatura y Mnajdra. La Comisión aconsejó al Gobierno maltés que comprara el solar a su arrendatario. La tierra fue comprada por el Gobierno de Malta "con fines arqueológicos", como se indica en un contrato de fecha 12 de diciembre de 1881. Ta' Kaċċatura es uno de los sitios arqueológicos más antiguos de Malta que fue adquirido por las autoridades para garantizar su conservación.

## Excavaciones
Si bien Ta 'Kaċċatura se compró en 1881, el trabajo de excavación en los dos años siguientes se centró en Borġ in-Nadur, y la villa se benefició solo de la construcción de un muro protector alrededor de la cisterna más grande de la villa. El muro se terminó el 18 de noviembre de 1882.
El sitio permaneció prácticamente intacto a fines del siglo XIX, y las investigaciones solo se reanudaron bajo la dirección de Thomas Ashby y Temi Żammit en 1915. Las descripciones de Ashby siguen siendo las principales fuentes de información sobre la villa rústica. Es más pequeña que la mayoría de las otras villas, como San Pawl Milqi y Żejtun. Esta villa romana es uno de los yacimientos romanos menos conocidos de la isla. Parece haber sido construido en el período romano temprano, sin embargo, los restos de otros edificios utilizan la técnica opus africanum, que está relacionada con las estructuras fenicias y púnicas encontradas en Cartago y en Motia. Se considera que es un sitio importante debido a su ubicación cerca de la costa y su proximidad a otros sitios de diferentes períodos. También es el único de la isla con una gran cisterna excavada en la roca accesible. Este sitio también incluye partes de equipos de producción de aceite de oliva, lo que demuestra el área y los vínculos del sitio con una de las industrias más importantes de la Malta romana.

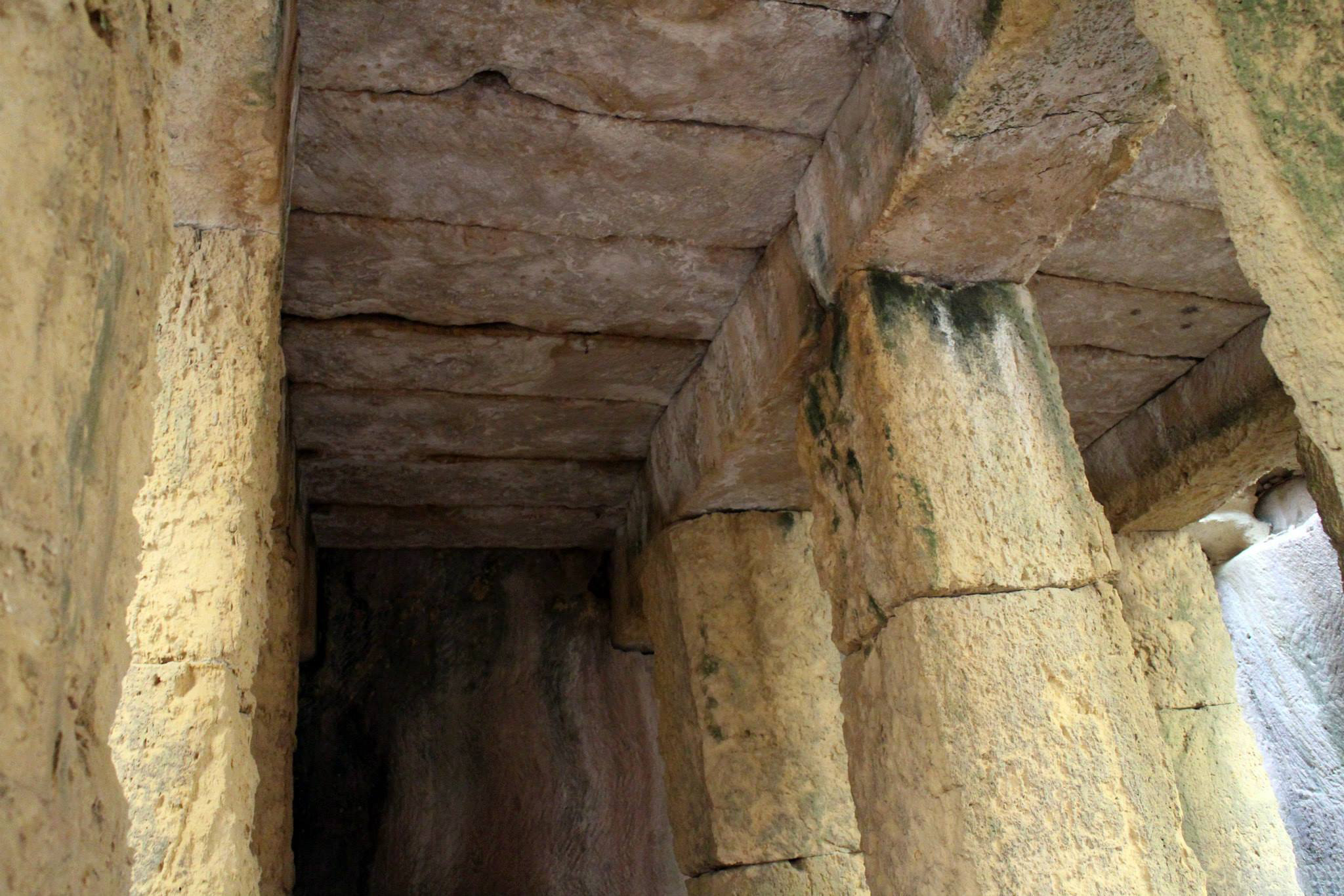
La gran cisterna de la villa romana de Ta' Kaċċatura.

La villa parece haber sido construida y ocupada durante las épocas púnica y romana. Las estancias principales del edificio se articulan en torno a un patio cuadrado con peristilo. Esto incluía pilares estriados tallados en piedra caliza coralina. Es posible que existiera un piso superior, ya que hay rastros de una escalera que salía del patio. Ashby encuentra evidencia de al menos diez escalones, cada uno de nueve pulgadas de altura.
Varias cisternas de agua daban servicio a la villa rústica. Debajo del patio central, hay una cisterna cuadrada techada con una bóveda de poca profundidad. Esto está hecho de piedras toscas, y fijado en mortero. Desafortunadamente, esta característica colapsó desde las excavaciones a principios de la década de 1910. Esta cisterna parece estar conectada con otra cisterna en forma de campana, posiblemente anterior.

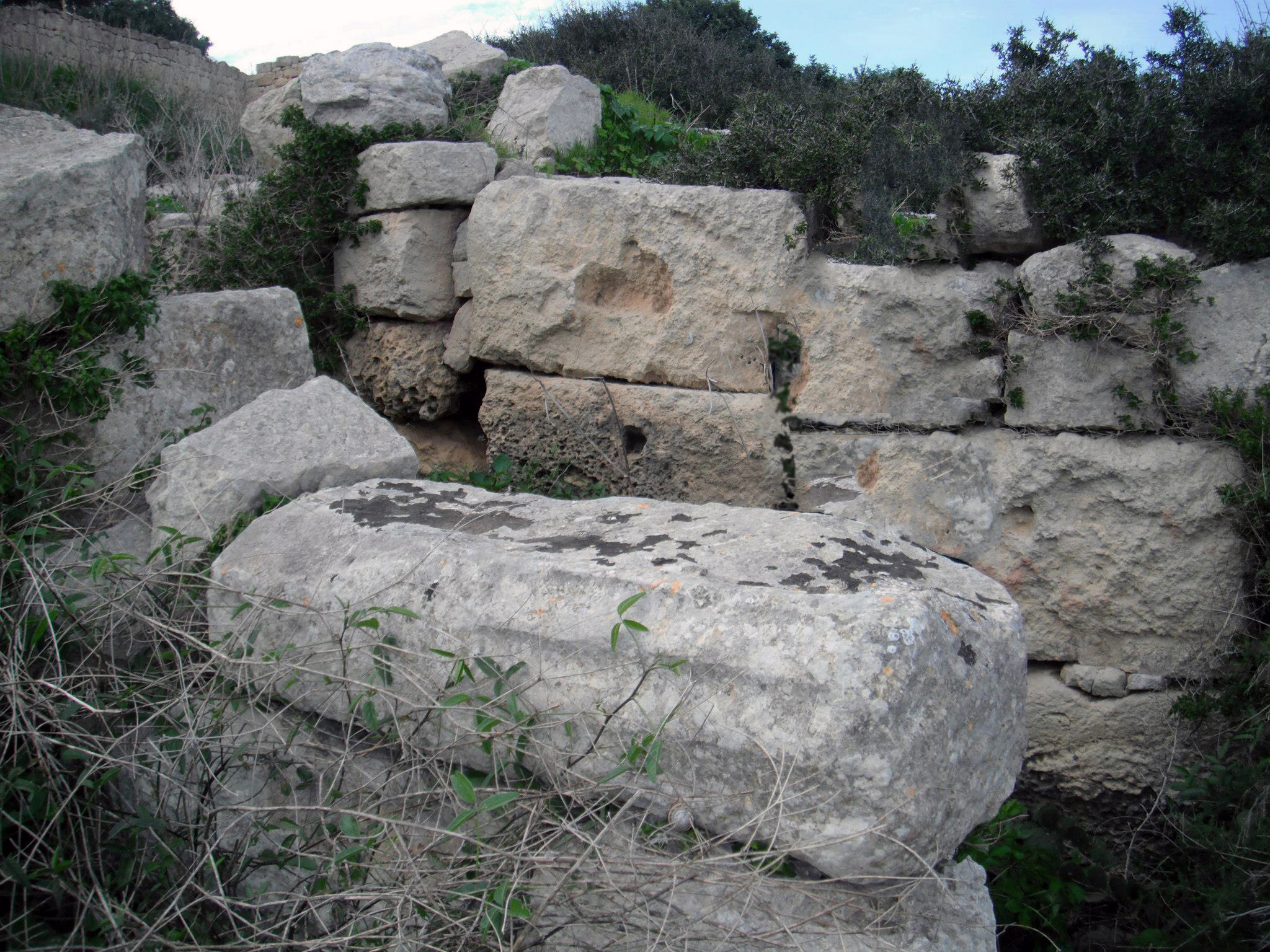
Muro de mampostería de la villa romana Ta' Kaċċatura.

La cisterna de agua más interesante y más grande del sitio se encuentra un poco más arriba de la colina desde la villa. Tiene un tamaño de unos diez metros por diez metros, con una profundidad de cuatro metros. El techo está sostenido por doce grandes pilares cuadrados. Esta es una de las estructuras más impresionantes del período púnico-romano que se conservan en Malta.
Existe un muro de protección alrededor de la cisterna, que se incluyó en los mapas topográficos del área de principios del siglo XX, presuntamente construido después de la expropiación del sitio en 1881.
El extremo occidental de la villa presenta algunos restos de lagares, tinajas excavadas en la roca, canales y abrevaderos, lo que demuestra claramente que esta zona fue el foco de la actividad agrícola de la villa rústica. No se ha hecho ningún intento de cartografiar la extensión de la tierra que se gestionaba desde esta villa. Ashby sugirió que "... la forma natural de acceder a ella [la villa] está en el lado sureste, subiendo por el valle desde la bahía de Birżebbuġa". De hecho, se encontraron restos de una entrada elaborada en este lado del complejo de villas.

## Acceso y restauración

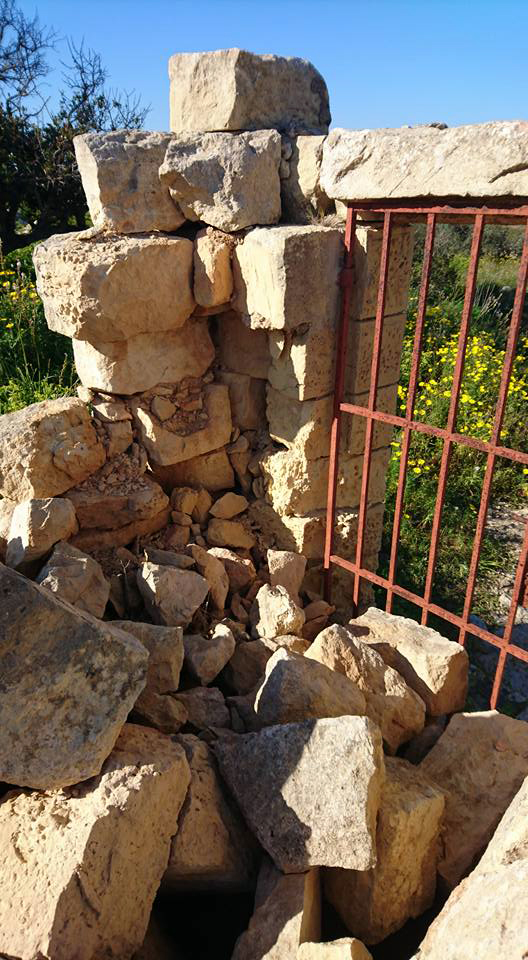
Partes de la pared de la cisterna en Ta' Kaċċatura, construida en la década de 1880, colapsaron en la década de 2010 y desde entonces han sido reparadas.

El acceso original al sitio estaba desde el fondo del valle. La ruta de acceso más conveniente en el siglo XIX era a través de un camino angosto que aparece en los mapas topográficos de principios del siglo XX. Este carril corría recto a través de la cresta, desde Wied Dalam, pasando por la villa rústica y luego hacia Wied Żembaq. Luego, el carril se unía a una red de caminos rurales que conducían a Birżebbuġa, Ħal Għaxaq y Gudja.
El área expropiada en 1881 se encontraba contigua a este carril, con la intención de crear acceso público al sitio. Como se construyó una instalación de almacenamiento de combustible en Wied Dalam, la instalación cerró el extremo norte de este carril. No se puede acceder al sitio a través de este carril desde el sur. El carril cayó en desuso, proceso alentado por el vertido de basura y materiales de construcción. Esto bloqueó el carril en dos puntos diferentes. Dos algarrobos han crecido a lo largo del camino, provocando otros dos puntos intransitables a lo largo de su recorrido.
La villa romana Ta 'Kaċċatura se incluyó en la Lista de riesgos de ICOMOS, con un factor de riesgo de nivel 4, y se describe que el sitio tiene "signos graves de riesgo" aunque "la reversibilidad [todavía es] posible". En 2018, Heritage Malta reparó el muro delimitador de la cisterna. En 2019, se anunció un proyecto para mejorar la accesibilidad física e intelectual entre Għar Dalam, Ta' Kaċċatura, Borġ in-Nadur y otros sitios cercanos. Los trabajos incluyen un estudio digital completo de la villa romana de Ta' Kaċċatura y los sitios cercanos, la limpieza arqueológica del sitio y más investigaciones arqueológicas en áreas seleccionadas dentro y alrededor del sitio.